# Parallelia abnegans
Parallelia abnegans là một loài bướm đêm trong họ Erebidae.